# Stenorhopalus andinus
Stenorhopalus andinus là một loài bọ cánh cứng trong họ Cerambycidae.